# Catacombe

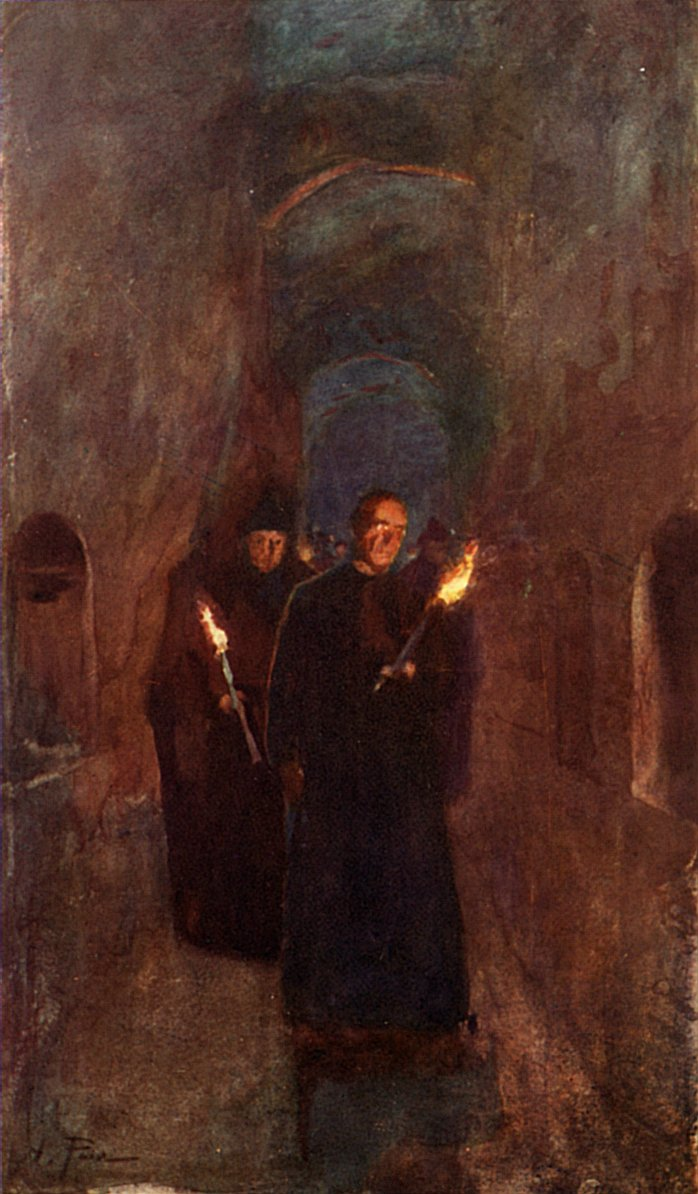
O procesiune în catacombele romane San Callistus.

Catacombele sunt pasaje subterane făcute de om pentru practici religioase. Orice cameră folosită ca loc de înmormântare poate fi descrisă ca o catacombă, deși cuvântul este cel mai frecvent asociat cu Imperiul Roman..

## Etimologie
Primul loc la care s-a făcut referire ca fiind catacombe a fost sistemul de morminte subterane dintre bornele din piatră 2 și 3 ale Drumului Appian în Roma, unde se spune că au fost îngropate trupurile apostolilor Petru și Pavel, alături de altele. Numele acestui loc în latina târzie era catacumbae, un cuvânt de origine obscură, eventual derivat dintr-un nume propriu sau o pervertire a expresiei latine cata tumbas care are sensul de "printre morminte". Cuvântul se referea inițial doar la catacombele din Roma, dar a fost extins din 1836 la orice loc subteran cu morți, cum erau catacombele pariziene din secolul al XVIII-lea.